# Suzakumon

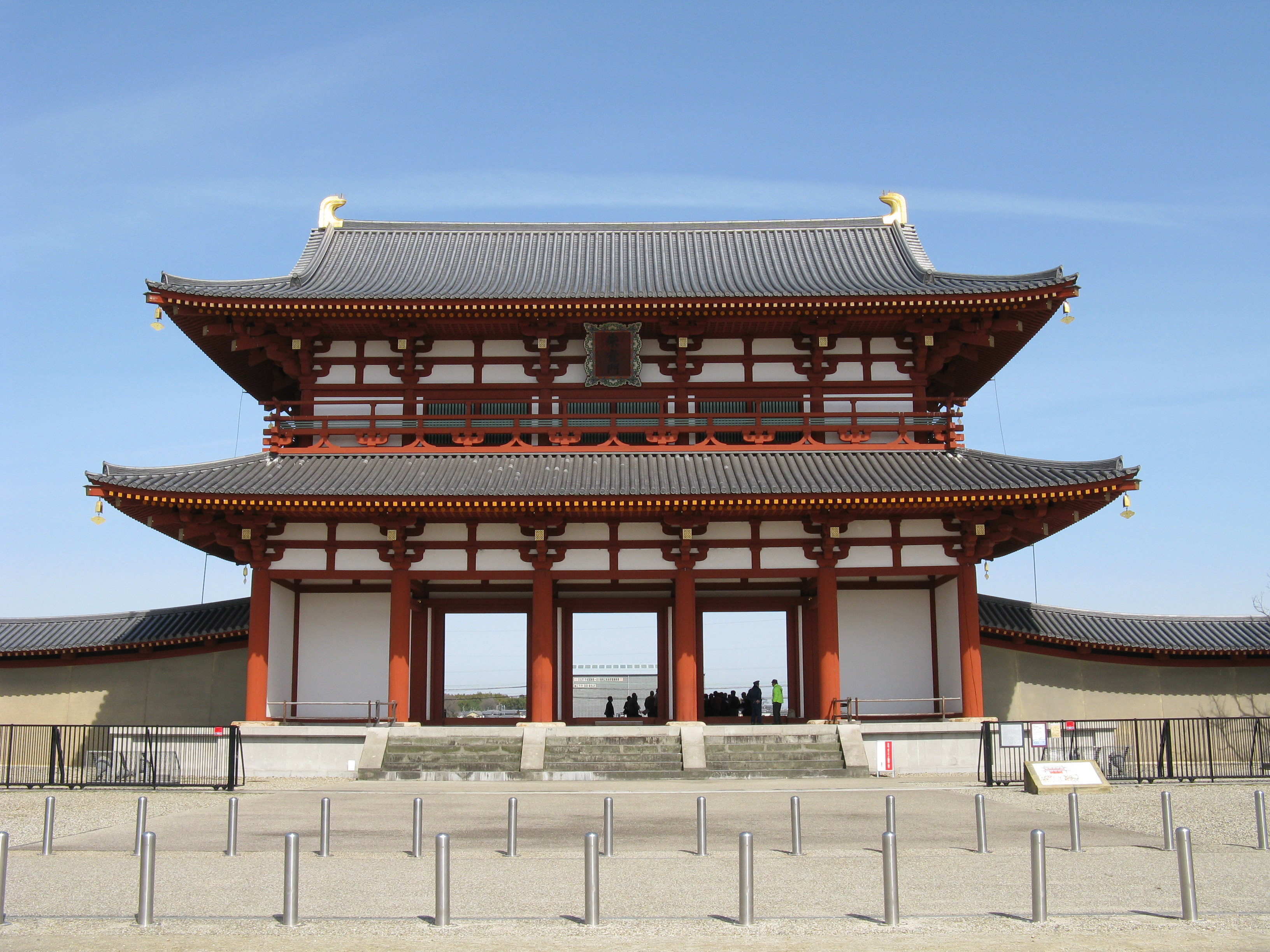
Rekonstruiertes Suzakumon von Heijō-kyō

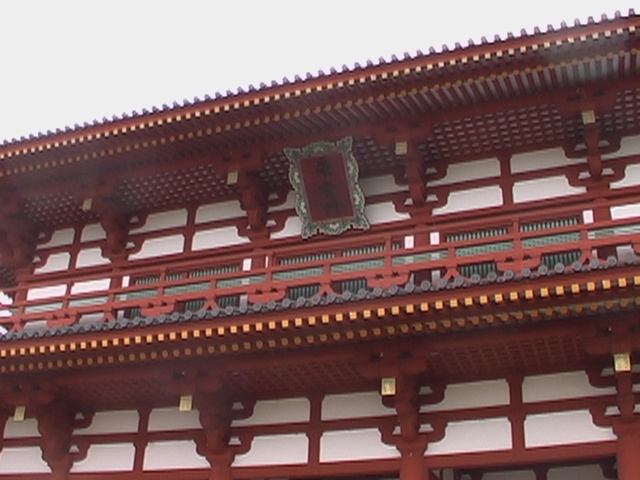
Nahansicht auf die Tafel beim Tor

Das Suzakumon (jap. 朱雀門, auch: Shujakumon) war das Tor, das sich am nördlichen Ende der Hauptstraße Suzaku-ōji der alten, nach chinesischem Muster gebauten Hauptstädte Japans Fujiwara-kyō (Kashihara), Heijō-kyō (Nara) und Heian-kyō (Kyōto) befand und als Portal zum kaiserlichen Palast diente. Am südlichen Ende befand sich das Rajōmon.
Suzaku ist dabei der japanische Name des Roten Vogels, dem chinesischen Schutzgott des Südens.

## Rekonstruktion in Nara
1993 wurde entschieden das Tor von Nara zu rekonstruieren. Da keine strukturellen Reste überblieben, erwies sich die Rekonstruktion des Aussehens als sehr schwer. Daraufhin wurde ein Modell auf Grund architektonischer Vergleiche mit anderen Gebäuden aus dieser Zeit entwickelt. Neben traditionellen Materialien wurde, aus Gründen der Erdbebensicherheit, auch Beton verwendet. Das rekonstruierte Tor wurde 1998 der Öffentlichkeit übergeben.